# Oleksandr Kaydash
Oleksandr Kaydash (né le 30 mai 1976) est un ancien athlète ukrainien, spécialiste du 200 et du 400 m.
Il a été suspendu pour dopage du 9 août 2004 au 8 août 2006.
Ses meilleurs temps sont :
- 200 m : 20 s 94 à Kiev en mai 2003
- 400 m : 45 s 94 à Kiev le 4 août 2000